# 長山祐一郎
長山 祐一郎（ながやま ゆういちろう）は、幕末期の日本の武士（幕臣）、旗本。通称は鑑太郎とも。禄高1350石。

## 略歴
旗本・長山直候の実子として生まれる。安政6年（1859年）に江戸城四季之間にて徳川家茂に御目見し、父から家督を相続する。
慶応2年12月晦日（1867年2月4日）に陸軍奉行並支配から歩兵差図役頭取になる。
明治維新後、静岡藩主となった徳川宗家16代家達にしたがって静岡に移り、同藩士となる。明治2年（1872年）に府中奉行支配割付となり、同年二等勤番となった。